# 田園都市

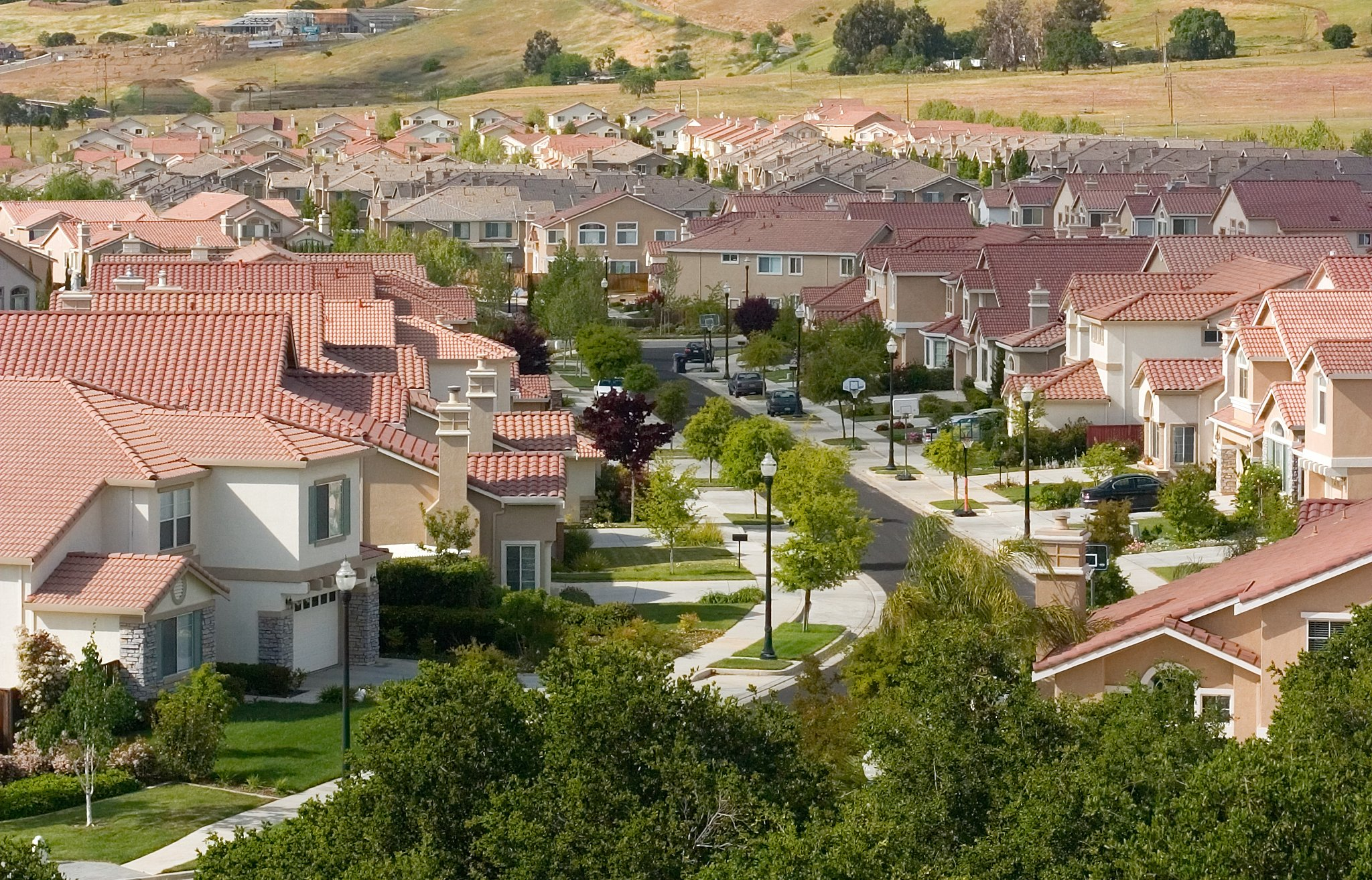
米国カリフォルニア州サンノゼの緑豊かな郊外住宅地

田園都市（でんえんとし、英語: Garden city）には、「豊かな自然環境に恵まれた都市」という一般的な意味と、1898年にイギリスのエベネザー・ハワードが提唱した新しい都市形態という、2つの意味がある。後者のハワードの提案は、その後の都市計画、とくに住宅地計画に対して大きな影響を与えることとなり、第二次世界大戦後のイギリスのニュータウン政策のみならず、日本をはじめとする世界各地における郊外型の都市開発などにも大きな影響を与えた。

## ハワードと田園都市
産業革命が進行したイギリスでは、雇用の場である都市に人口が集中し、人々は自然から隔離され、遠距離通勤や高い家賃、失業、環境悪化に苦しんでいた。これを憂いたハワードは、「都市と農村の結婚」により、都市の社会・経済的利点と、農村の優れた生活環境を結合した第三の生活を生み出すことによる解決を目指し、1898年に「明日-真の改革にいたる平和な道（To-morrow: A Peaceful Path to Real Reform）」を出版した（1902年にわずかに改訂され「明日の田園都市（Garden Cities of To-morrow）」と改題）。
ハワードの提案は、人口3万人程度の限定された規模の、自然と共生し、自立した職住近接型の緑豊かな都市を都市周辺に建設しようとする構想である。そこでは住宅には庭があり、近くに公園や森もあり、周囲は農地に取り囲まれている。不動産は賃貸し、不動産賃貸料で建設資金を償還するので、都市発展による地価上昇利益が土地所有者によって私有化されず、町全体のために役立てられる。
この理論は一定の支持者を獲得することができ、1899年にはハワードを中心に田園都市協会が設立された。この協会は、1903年にはロンドン北郊のレッチワースにて初の田園都市建設に着工した。この事例では田園都市を運営する土地会社が住民たちに土地の賃貸を行い、土地会社の資金を元手に住民たち自身が公共施設の整備などをすすめた。第一次世界大戦後の1920年には2つ目の田園都市となるウェリン・ガーデン・シティに着工している。

### ハワード『明日――真の改革にいたる平和な道』（1898年）

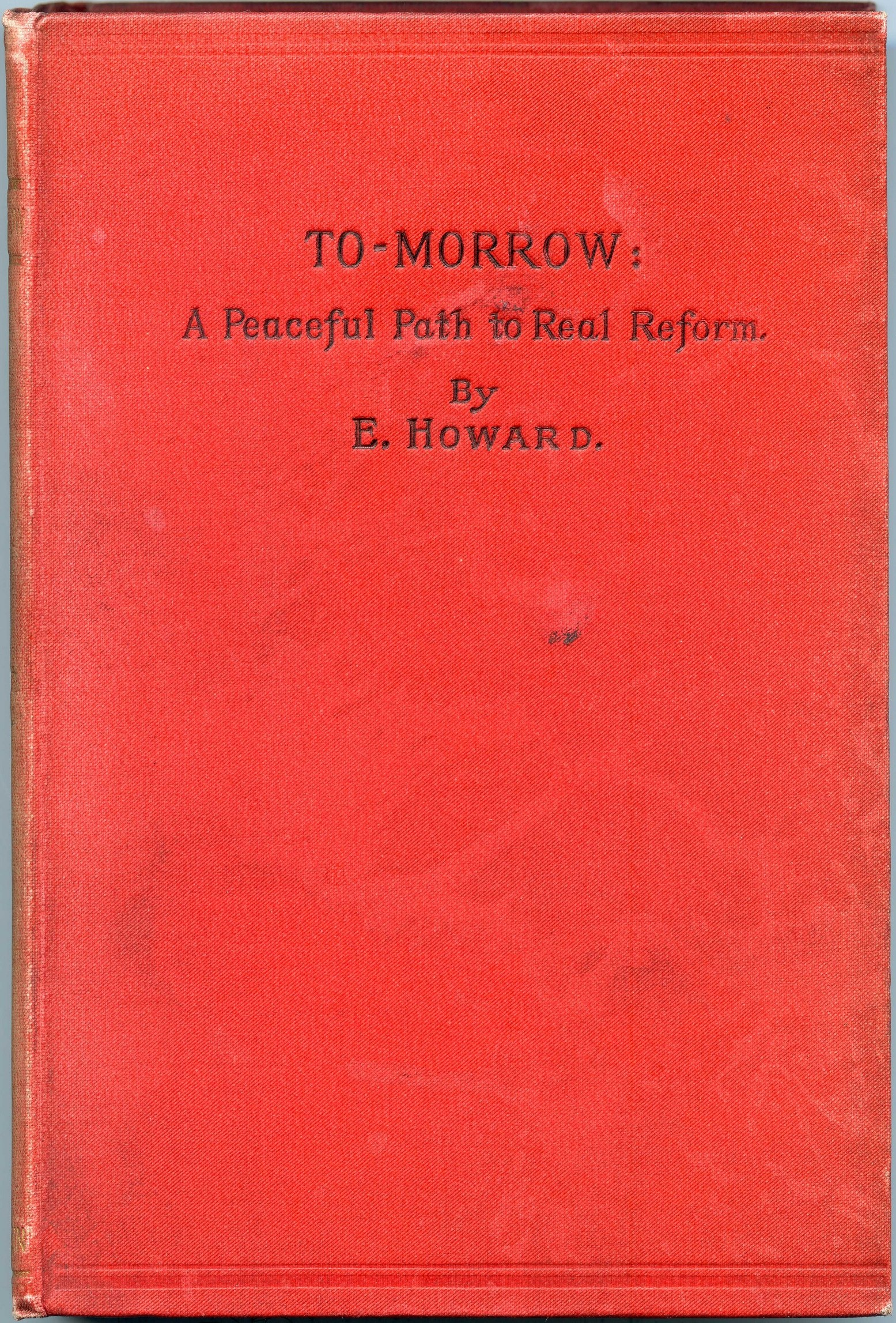
『明日――真の改革にいたる平和な道』（初版）の表紙
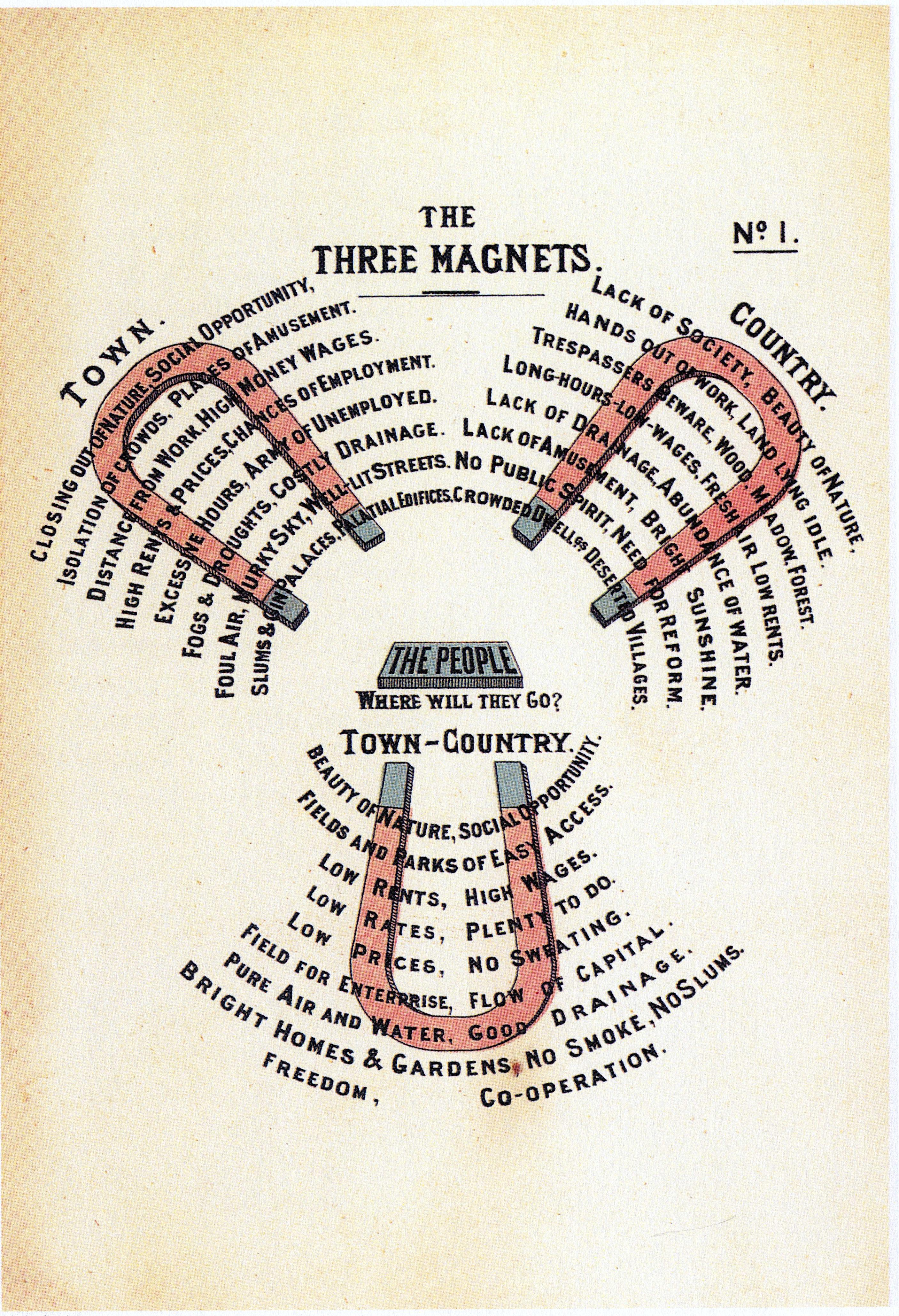
ダイアグラムNo.1 （三つの磁石）
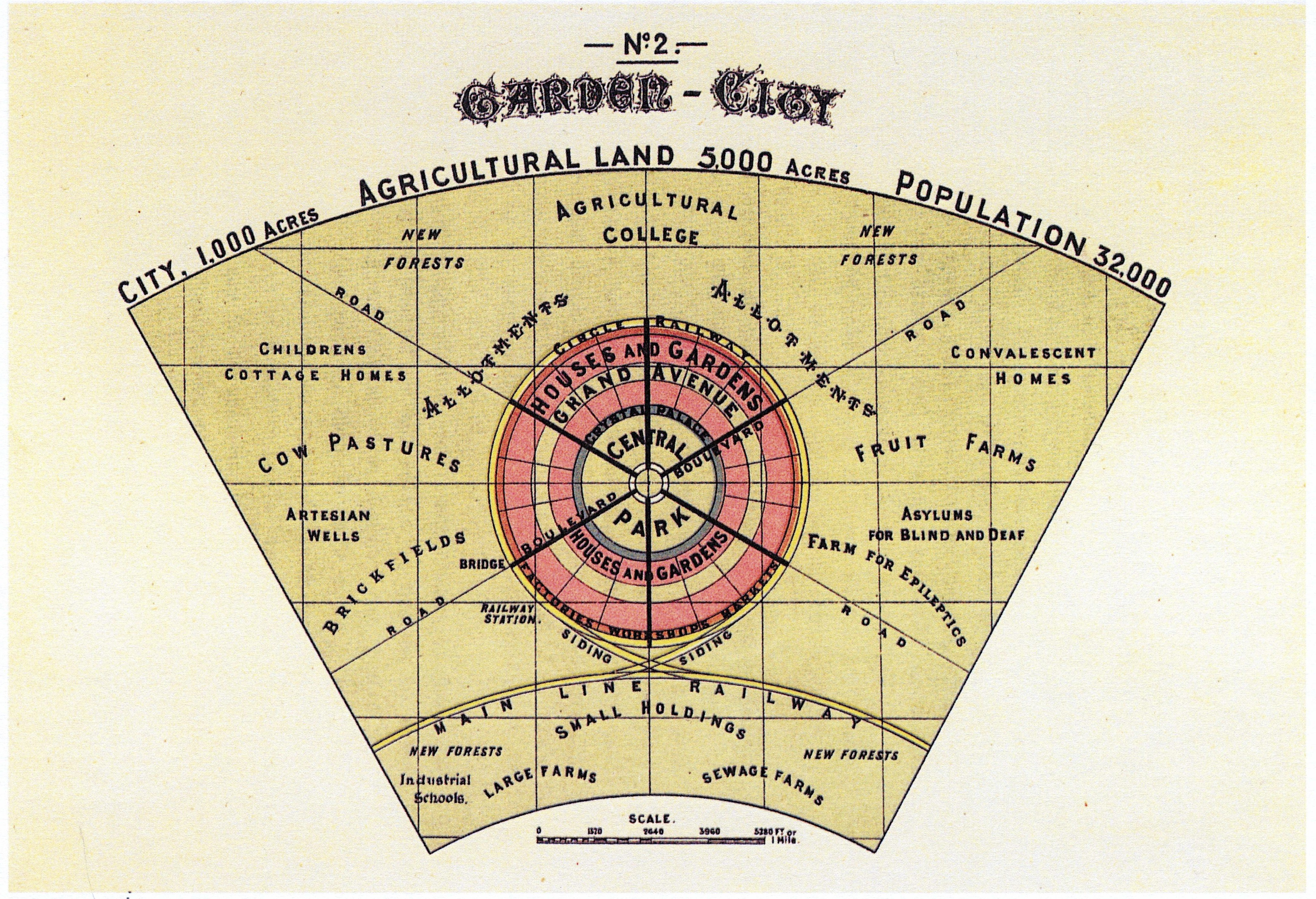
ダイアグラムNo.2
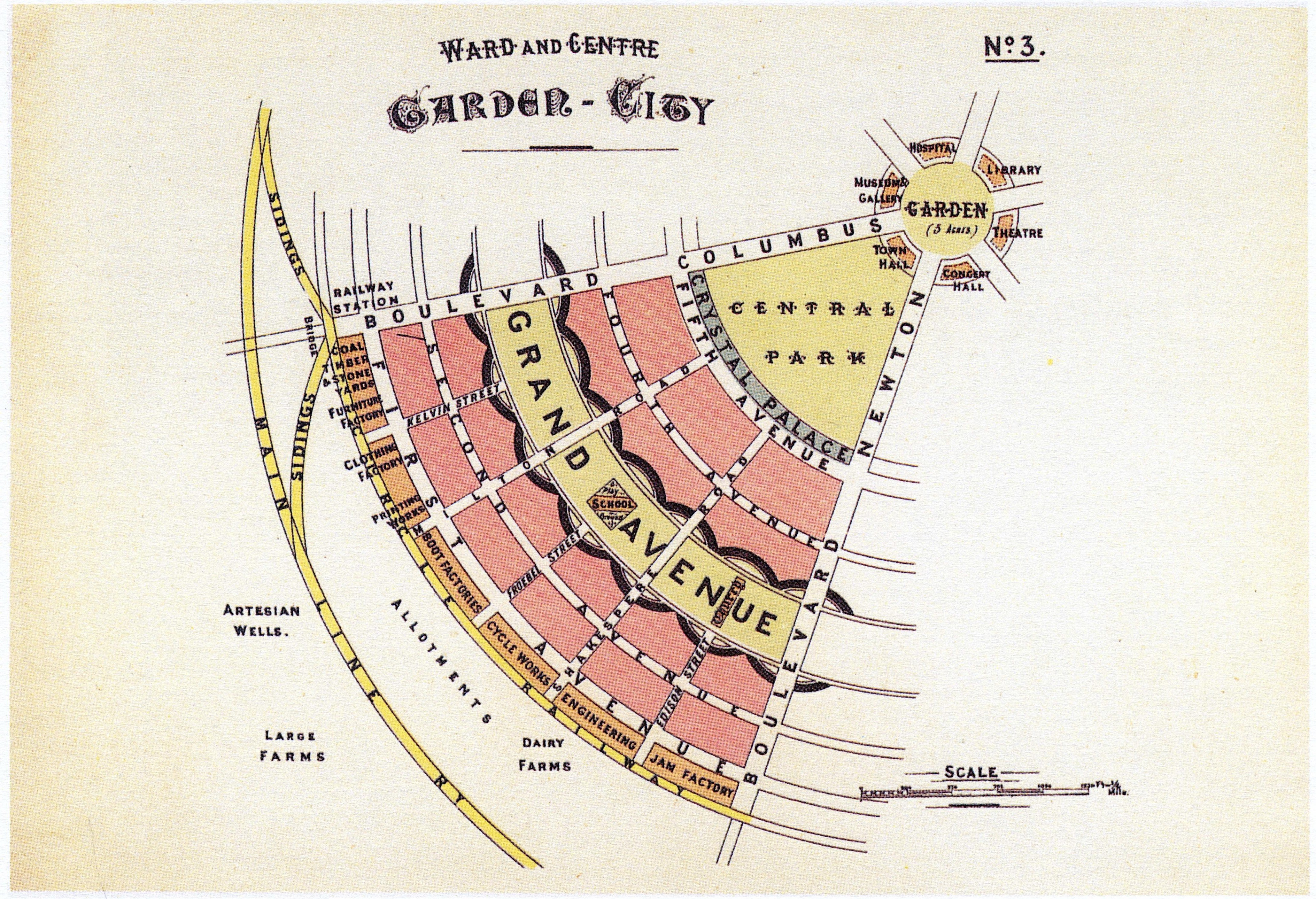
ダイアグラムNo.3
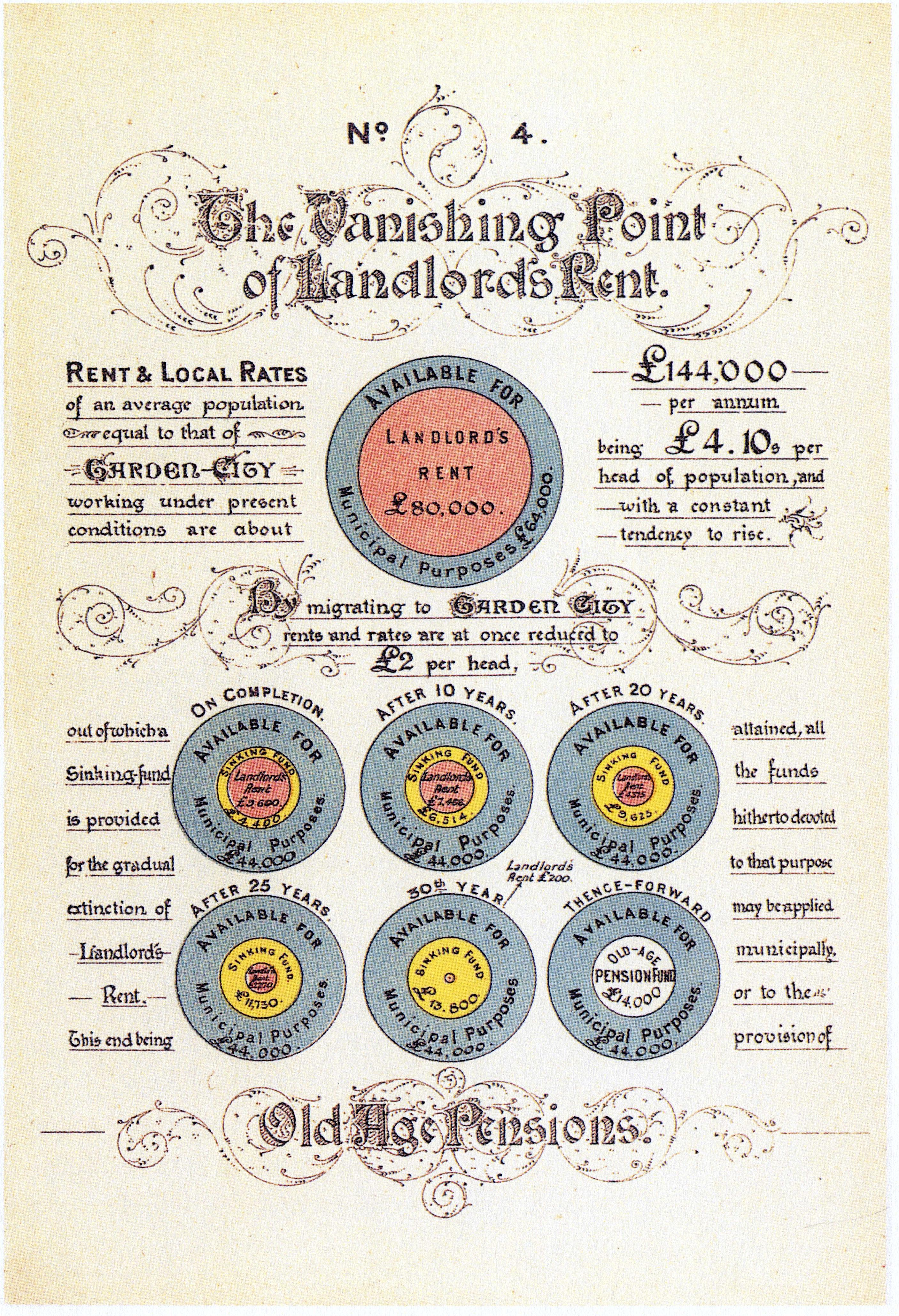
ダイアグラムNo.4
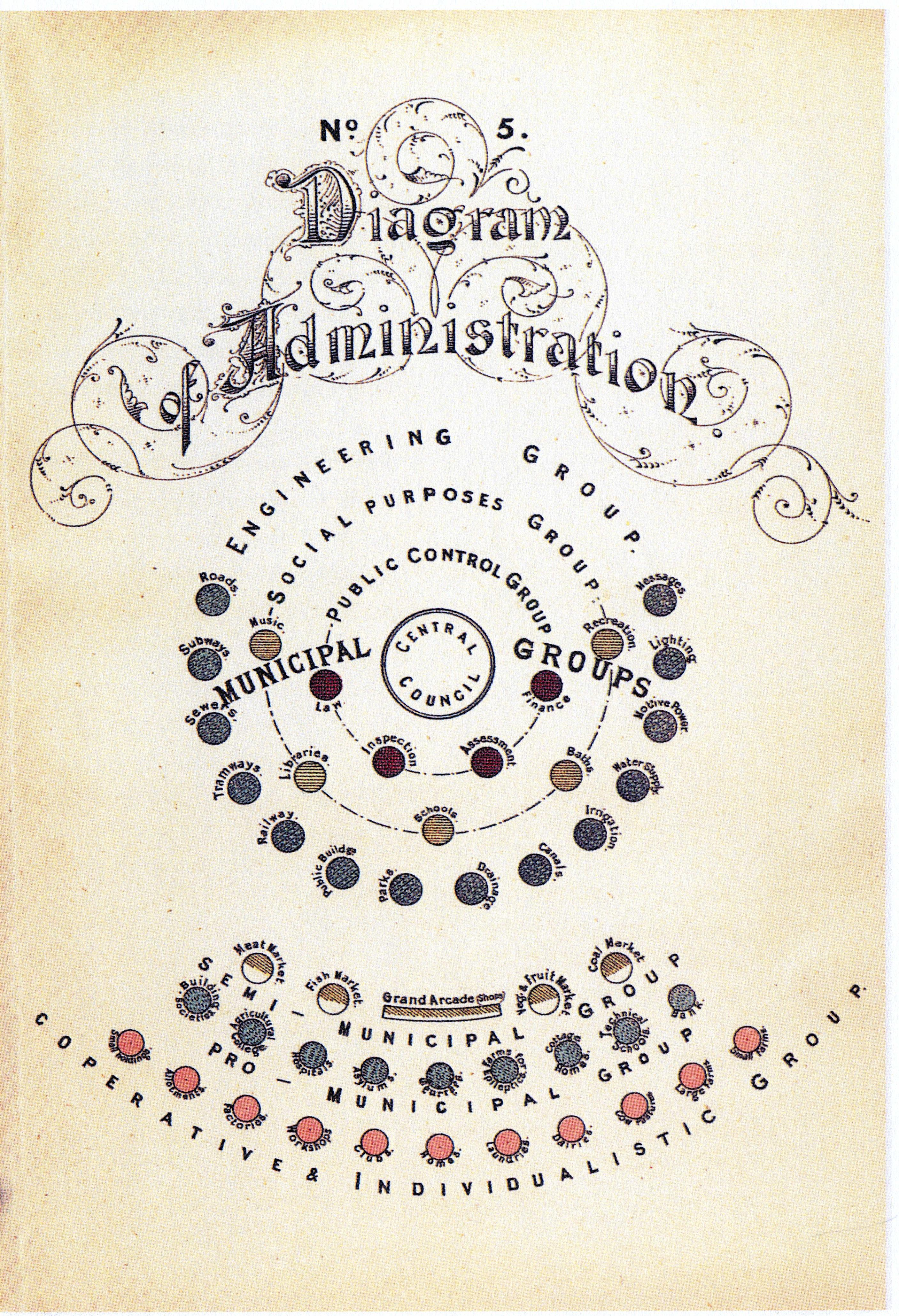
ダイアグラムNo.5
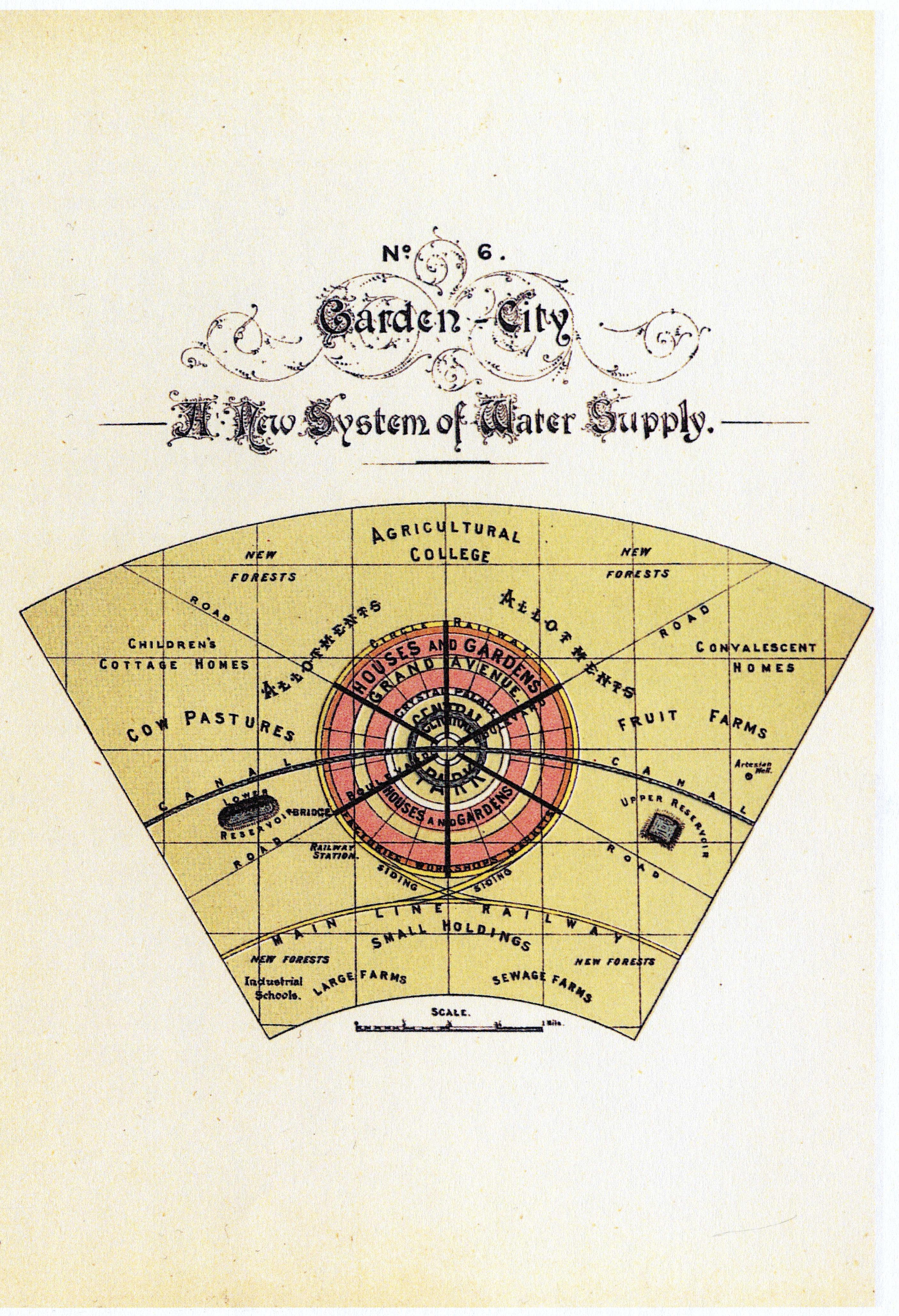
ダイアグラムNo.6
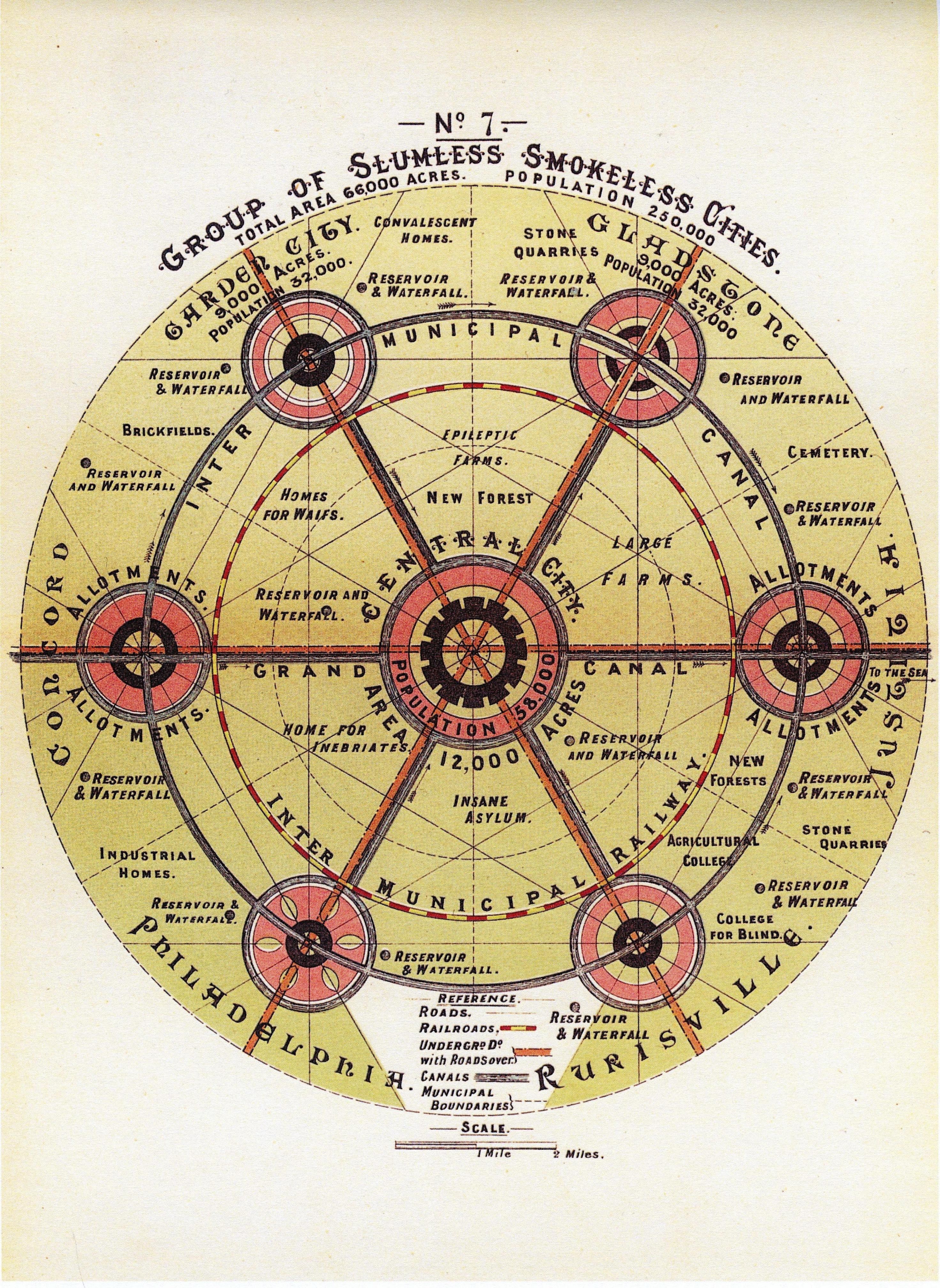
ダイアグラムNo.7

### ハワード『明日の田園都市』（1922年）

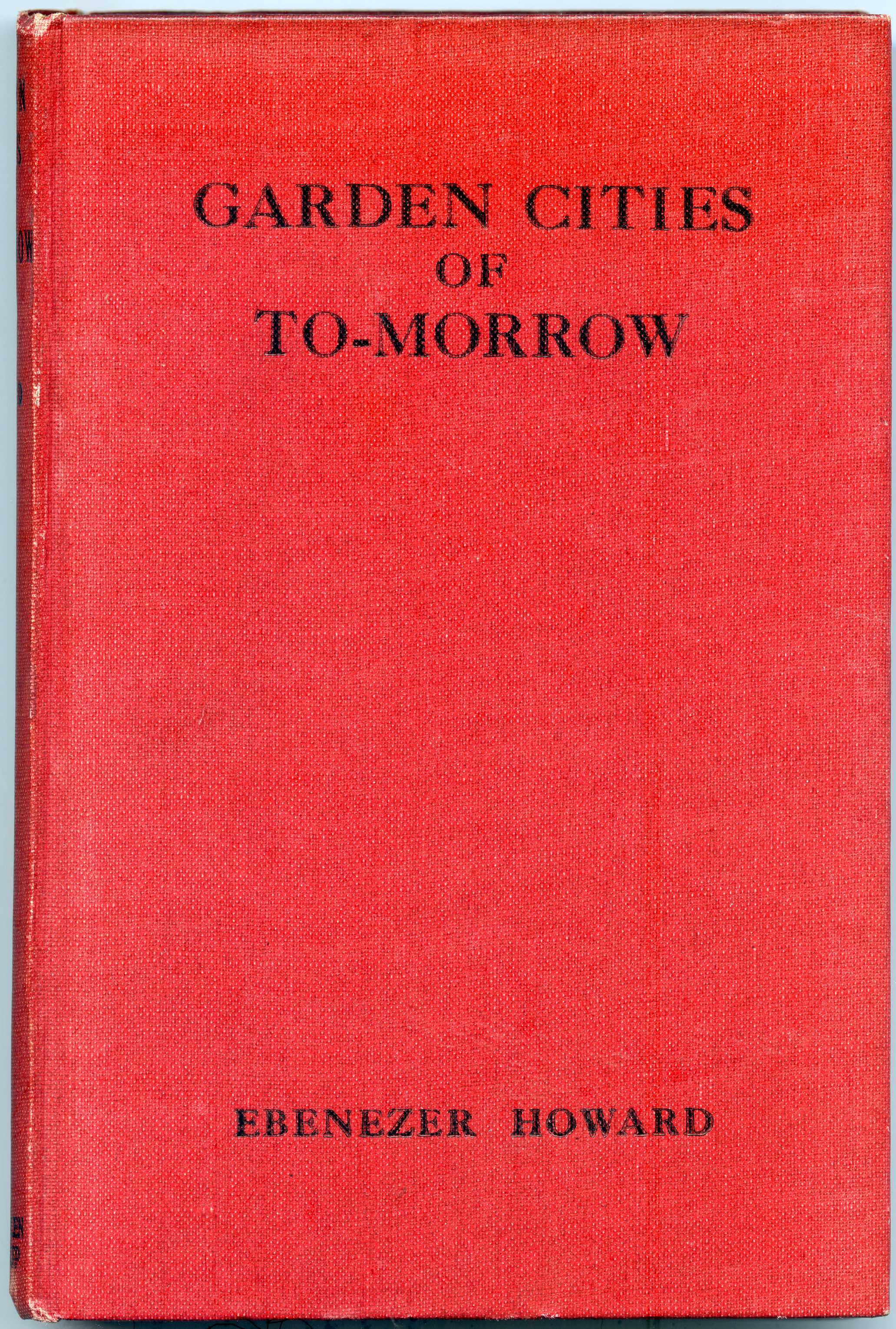
『明日の田園都市』（三版）の表紙
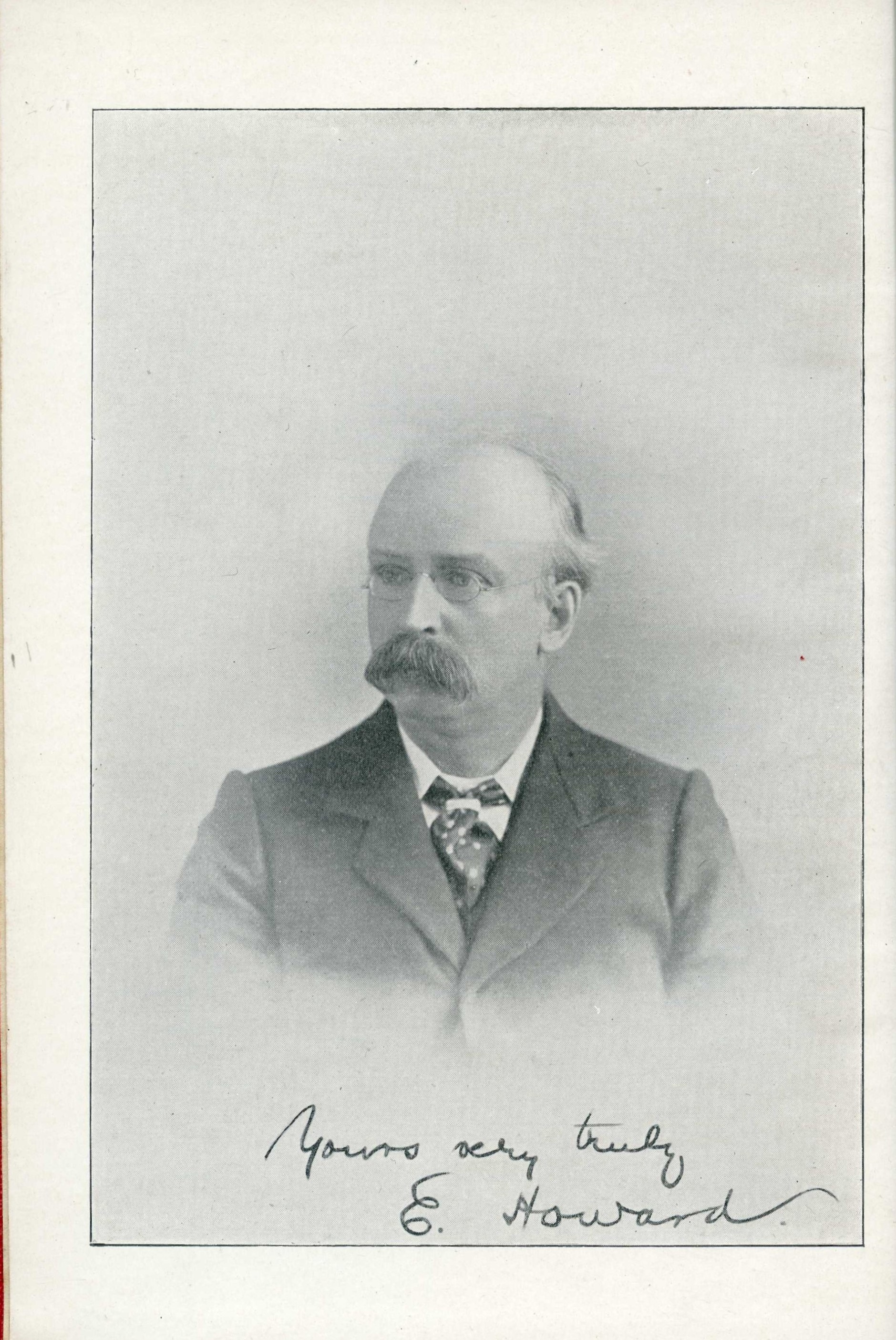
『明日の田園都市』（三版）
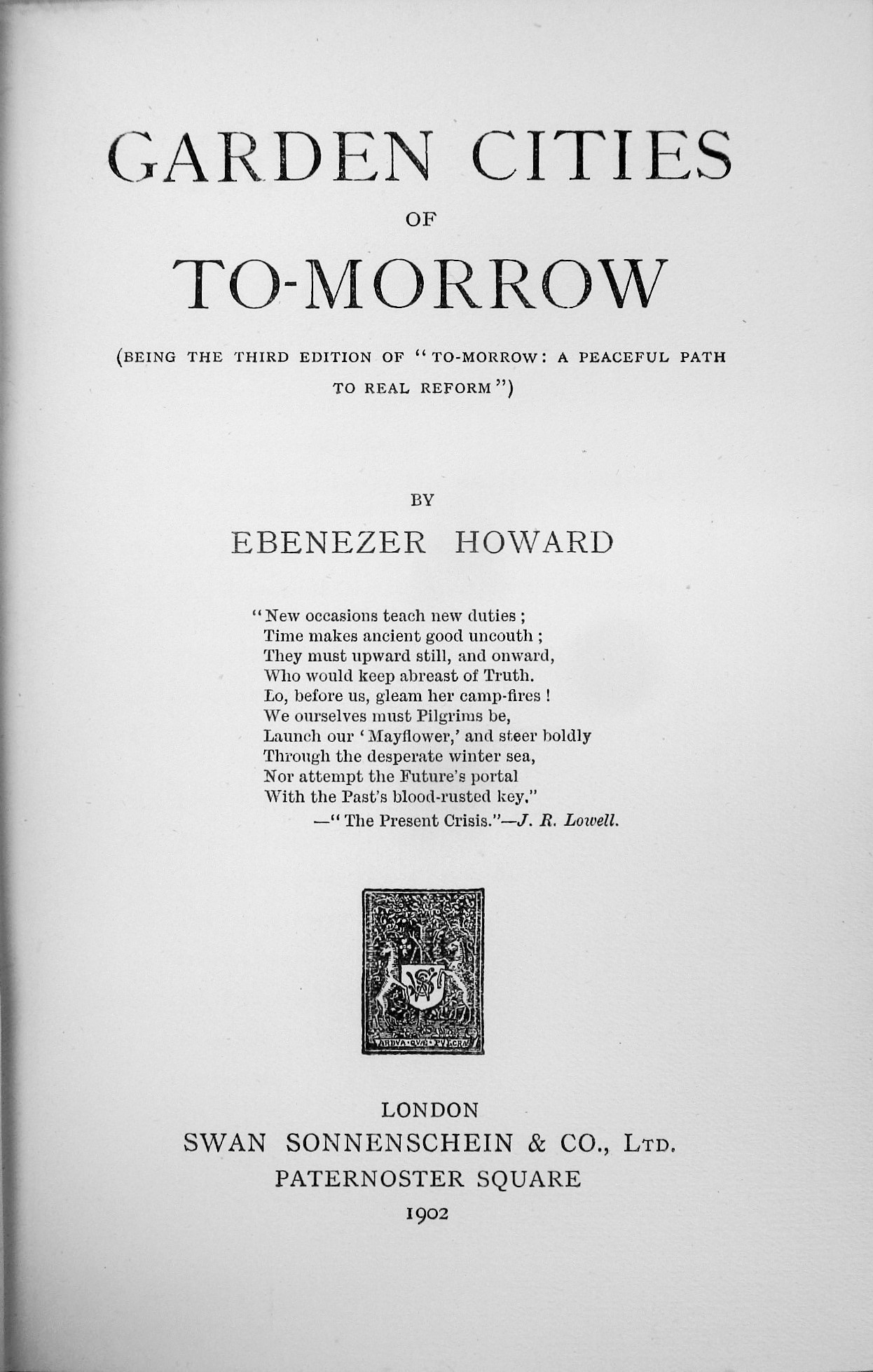
『明日の田園都市』（三版）
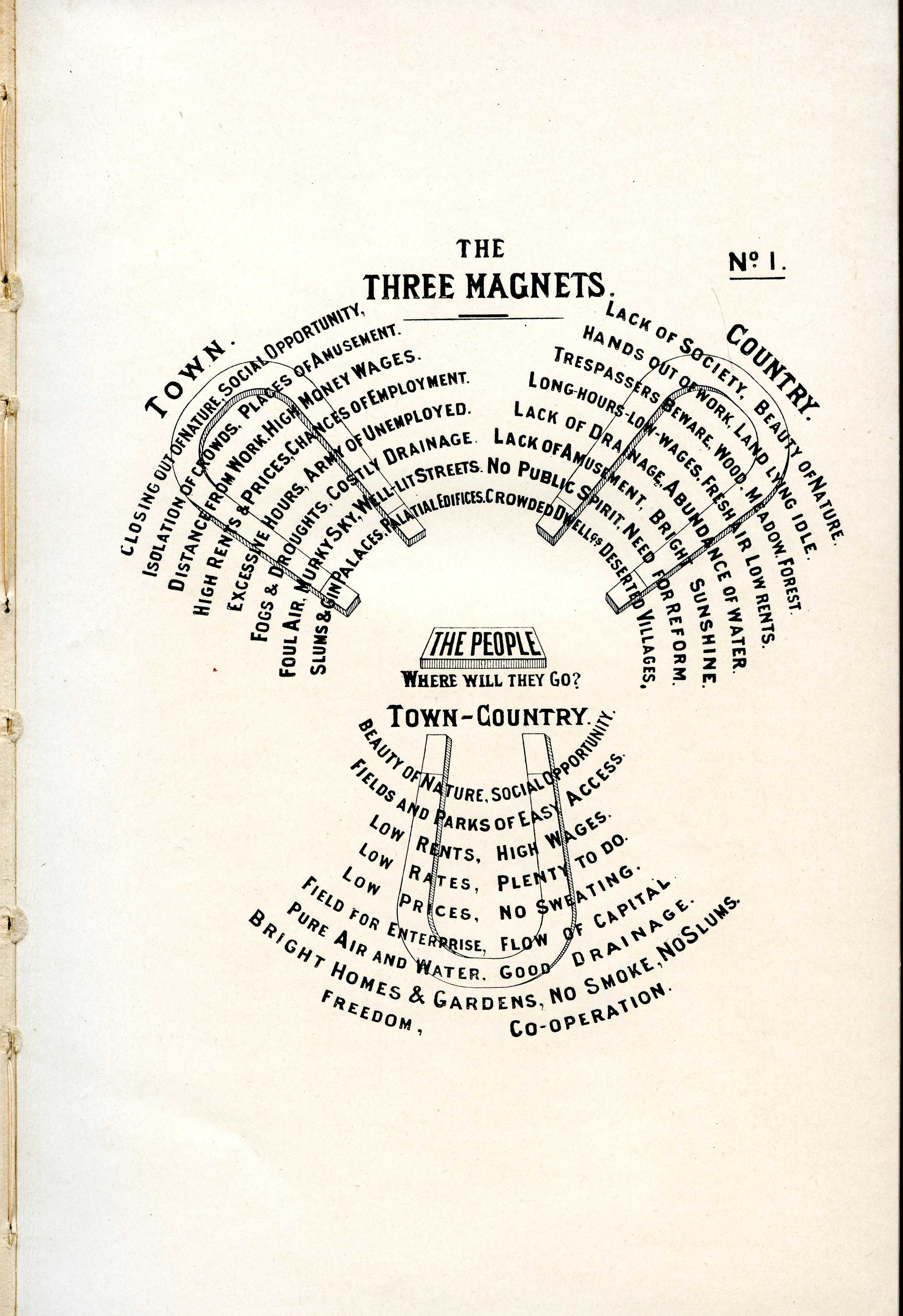
『明日の田園都市』（三版）
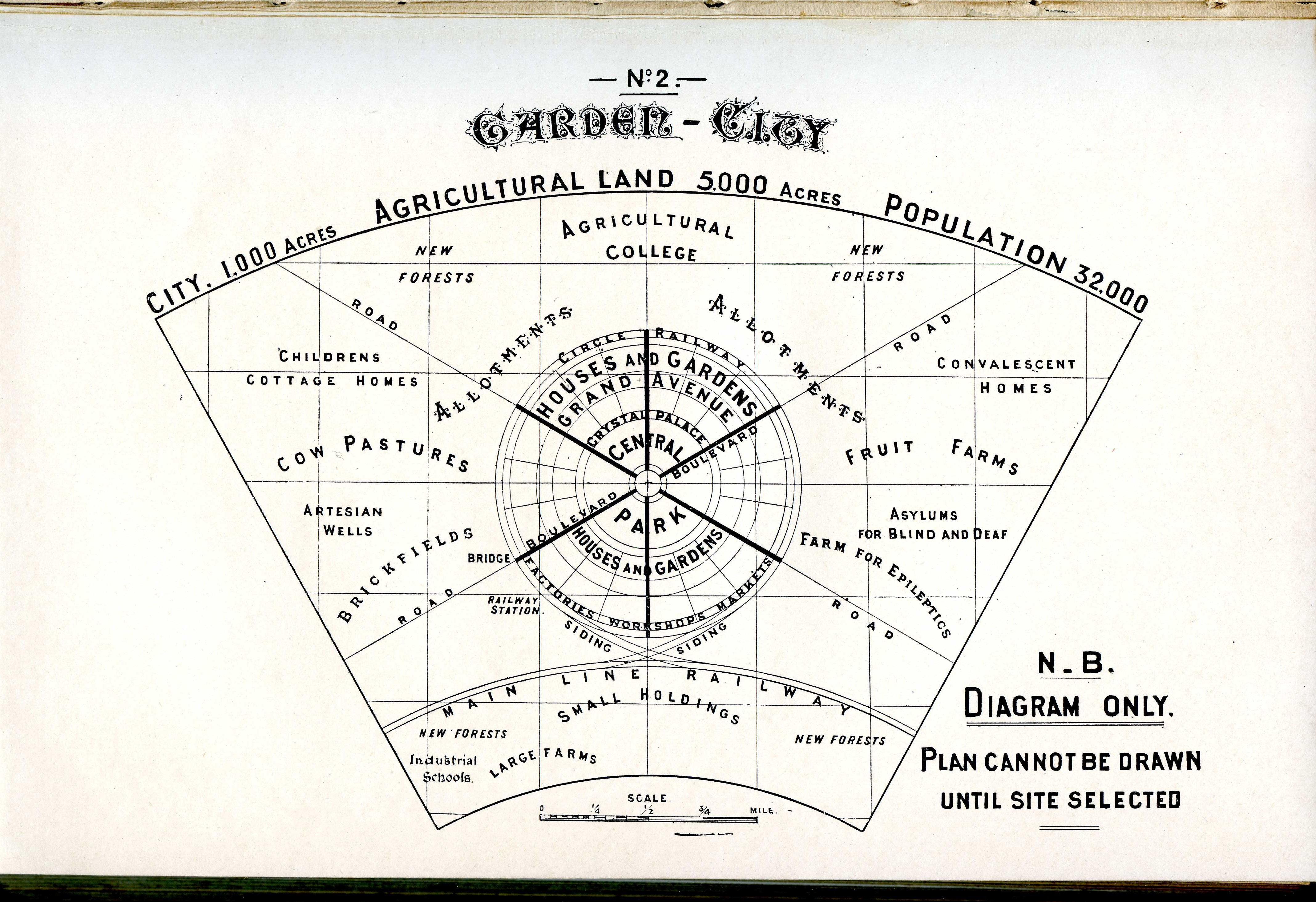
『明日の田園都市』（三版）
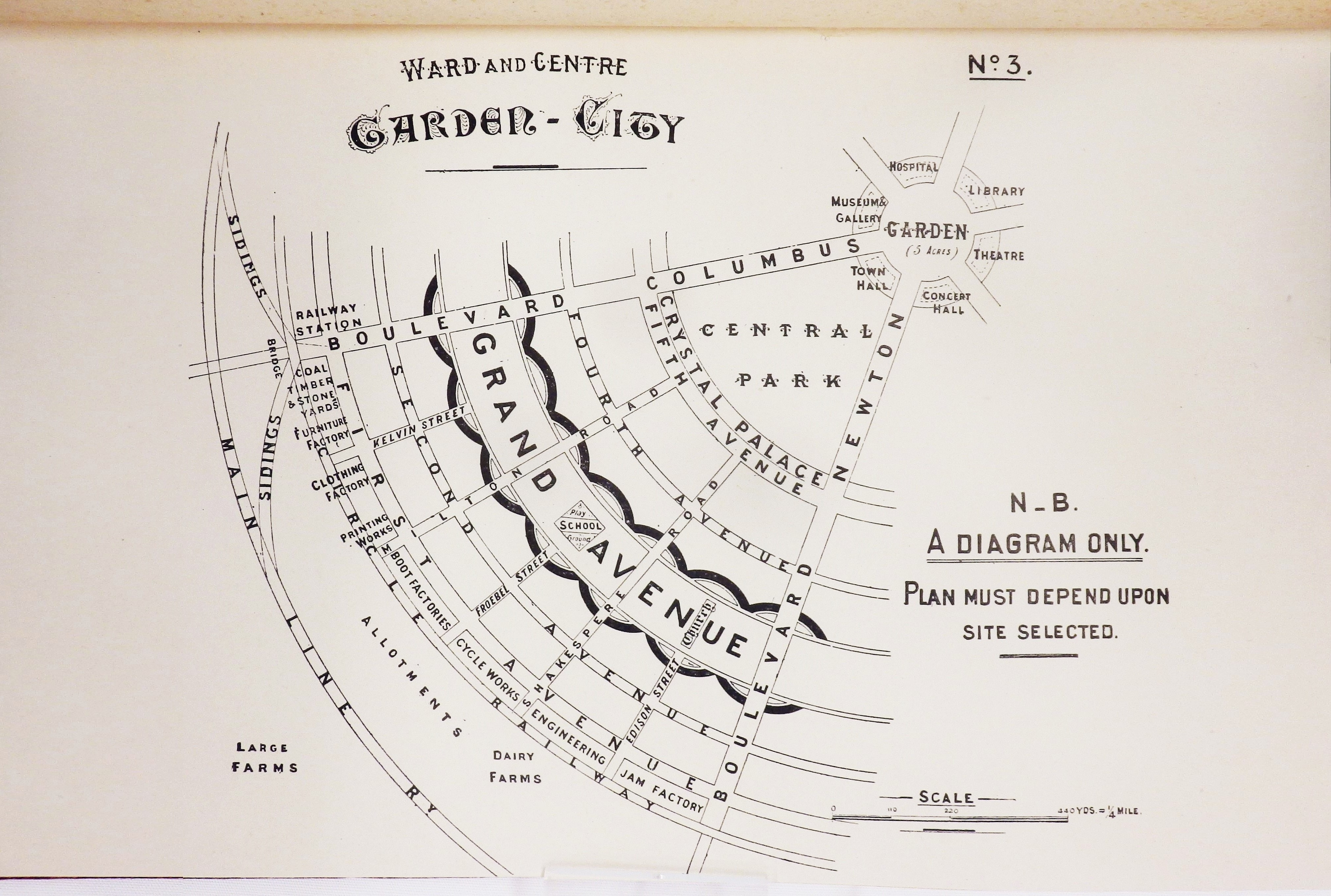
『明日の田園都市』（三版）
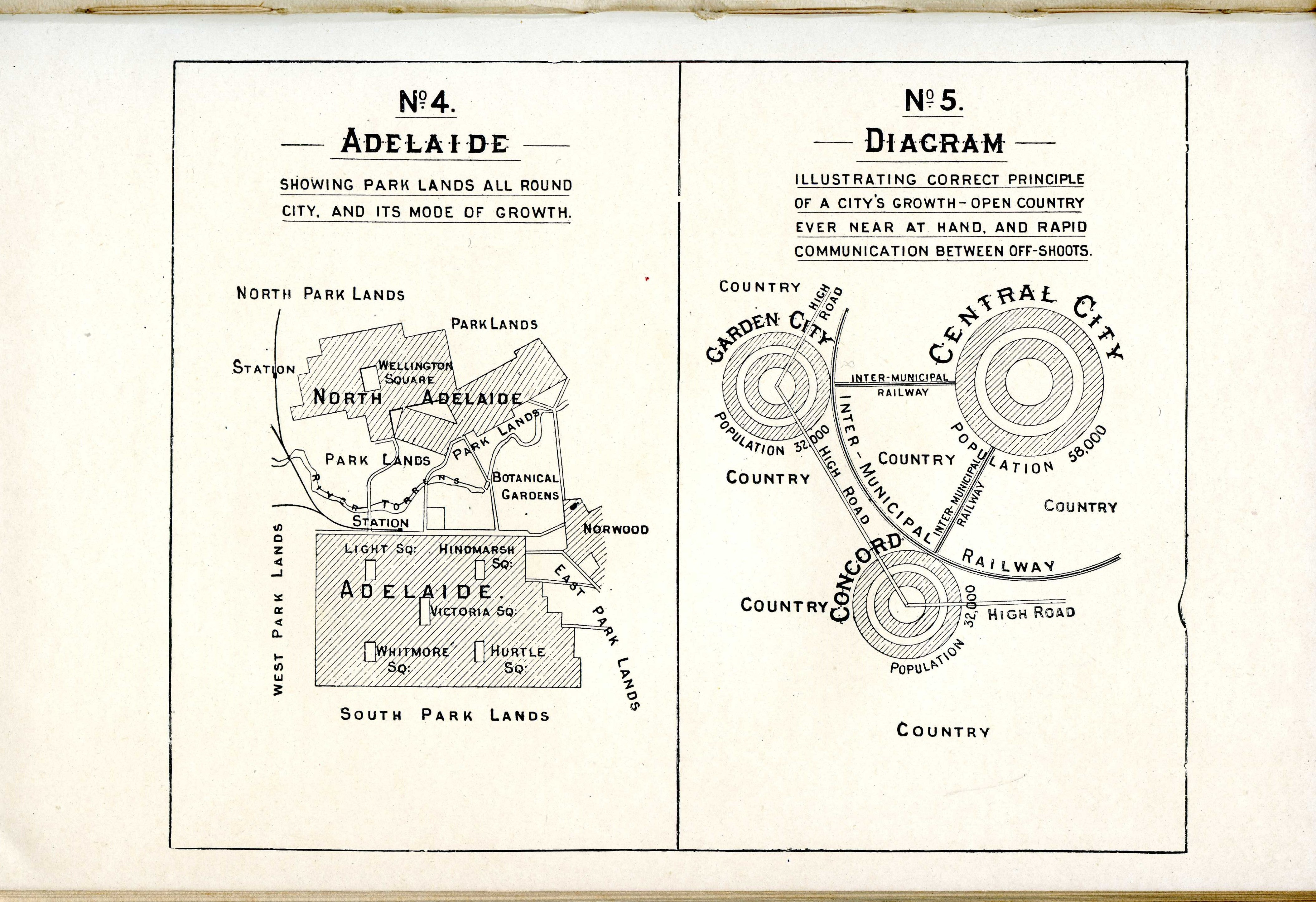
『明日の田園都市』（三版）

## その後の田園都市
ハワードによる田園都市の提案と、その実現であるレッチワースとウェリン・ガーデン・シティは、世界各地の建築家や都市計画家に影響を与えた。たとえばドイツでは、田園都市構想の影響によってヴァイマル共和国時代にドイツ各地で建築家ヘルマン・ムテジウスやブルーノ・タウトらによる住宅開発計画が進められている。（ジードルングを参照）
アメリカで1909年からニューヨーク郊外に計画されて開発された郊外住宅地フォレスト・ヒルズ・ガーデンズ（Forest Hills Gardens）も、この田園都市運動の影響下に建設されたものである。建設した財団研究員のクラレンス・ペリーはここに居住して近隣住区論を発表している。さらに、この近隣住区論を実践しようと開発されたニュージャージー州のラドバーン（Radburn）では、車と人を分離する道路システムが生み出された。この近隣住区とラドバーン計画の考え方は、世界各地の都市建設で活用されている。
ハワードは1928年に没するが、レッチワースなどの成功はイギリス政府を刺激し、大ロンドン計画をもとに、第二次世界大戦後の1946年にニュータウン法が制定され、政府の手で30以上のニュータウン・コミュニティが建設された。
21世紀の今日でもニュータウン建設や郊外住宅建設にあたってはハワードの理論が引用されることが多いが、実際にイギリス以外に建設された郊外都市の多くには職場がほとんどなく、田園都市の美名の下、いわゆるベッドタウンであり理論どおり職住近接の自立した都市や住民によるコミュニティが実現する例は多くない。
アメリカ合衆国の都市著述家であるジェイン・ジェイコブズは、ハワードの「田園都市論」を批判している。ハワードの街の思想は動線等について非常に合理的な考え方がみられること、街並みを美しくするため規則正しく設計する手法、これらを規則に則って生活を強いているとして街はもっと様々なことがミックスされることが必要であると唱えている。

## 日本への影響
1907年に内務省地方局有志により『田園都市』が刊行されハワードの理念が紹介されたが、この著作では日本の郊外に残る農村風景を加味した都市の形成を視野に入れておりハワードの理論とは多少異なること、そのため本来英国にはない田んぼの園「田園」をガーデンシティの略語として充てていることがしばしば指摘されている。また、ハワードの田園都市において不動産は賃貸を主としているが、日本における「田園都市」を冠する宅地開発は宅地分譲を主としているほか、自給自足を指向しているハワードの田園都市に対して、日本のものはニュータウンと同様、後述のようにベッドタウンとして開発されることが多く、職住分離かつ田園部分がほとんど存在しない（むしろ田園地帯を潰して造る）など、差異が見られる。
関西では小林一三が経営する箕面有馬電気軌道（現：阪急電鉄）が1910年に池田駅近郊の室町、1911年に桜井駅（箕面市）の開発をおこなったことが（直接「田園都市」を標榜したものではないが）その嚆矢である。その後、1920年代には、ハワードに影響を受けた大屋霊城の「花苑都市」構想による甲子園や藤井寺の開発。そして1920年大阪住宅経営株式会社によるイギリスの田園都市・レッチワースをモデルとし計画された千里山住宅地（吹田市）と、1930年代の関西土地株式会社による噴水やロータリーを設けた大美野田園都市（堺市）、初芝（堺市）などの開発がおこなわれた。名古屋圈では、1910年設立の愛知電気鉄道が、35年名岐鉄道と合併、名古屋鉄道を設立し、鳴海球場(1927年)を中心にした経営地「なるみ荘」を分譲。鳴海球場は3万人収容の鉄傘で覆われたスタンドをもつ大球場で、分譲の際「他の区画整理組合の経営地のやうに、その包含する多くの地主に平等的利益を与へる為めに、全区域を万遍なく妥協的に整理したものとは趣を異にし」、「道路網の妙味、風光との調和、田園都市的色彩(中略)等他に比するべくもない統制美」をもつことが宣伝された。
東京では渋沢栄一らが1918年に田園都市株式会社を設立し、理想的な住宅地「田園都市」として1922年に洗足田園都市を開発、分譲した。またその地の足の便の確保のために鉄道子会社（後の東急）も設立した。土地柄としては「文明の利便と田園の風致」、「天然（自然）と文明」、「田園と都市の長所を結合せる」ことはうたわれているが、ロケーションについてはあくまで「大都市付属の住宅地」、「一時間以内に都会の中心地に到達し得べき交通機関を有すること」と初めからなっており、田園都市内に必ずしも勤務先も包含するものではなく、ハワードの思想とは異なる。その開発手法は後に東急による多摩田園都市開発に応用されることになる。

### 田園都市構想
大平正芳内閣による基本施政構想。

### デジタル田園都市国家構想
2021年に岸田内閣の下で始動した構想。

### 日本国内のそのほかの田園都市
- 新町住宅
- 筑波研究学園都市
- 南海橋本林間田園都市
- 南海美加の台
- 播磨科学公園都市

### 内務省地方局有志編『田園都市』（1907年）

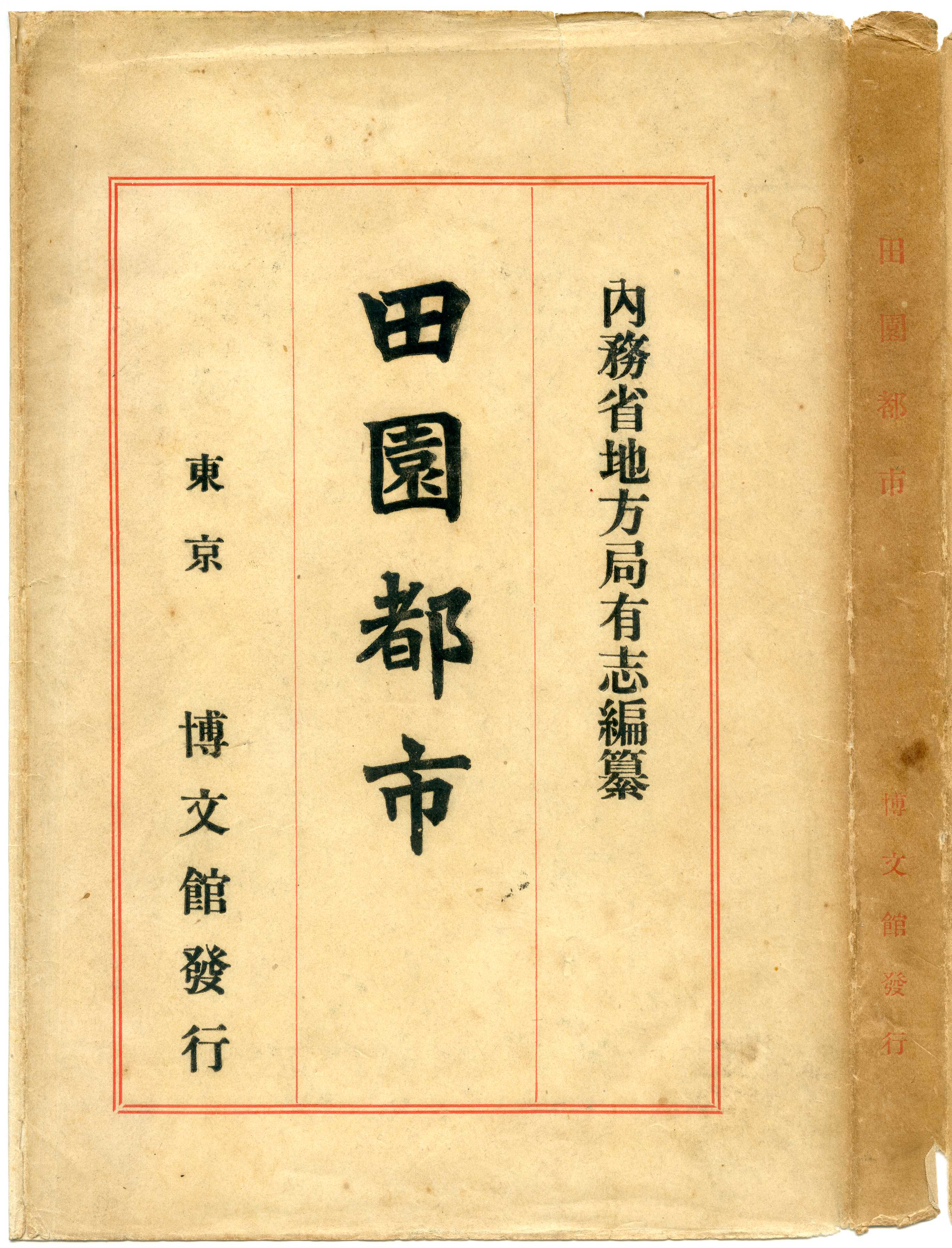
内務省地方局有志編(1907)『田園都市』（初版）の表紙
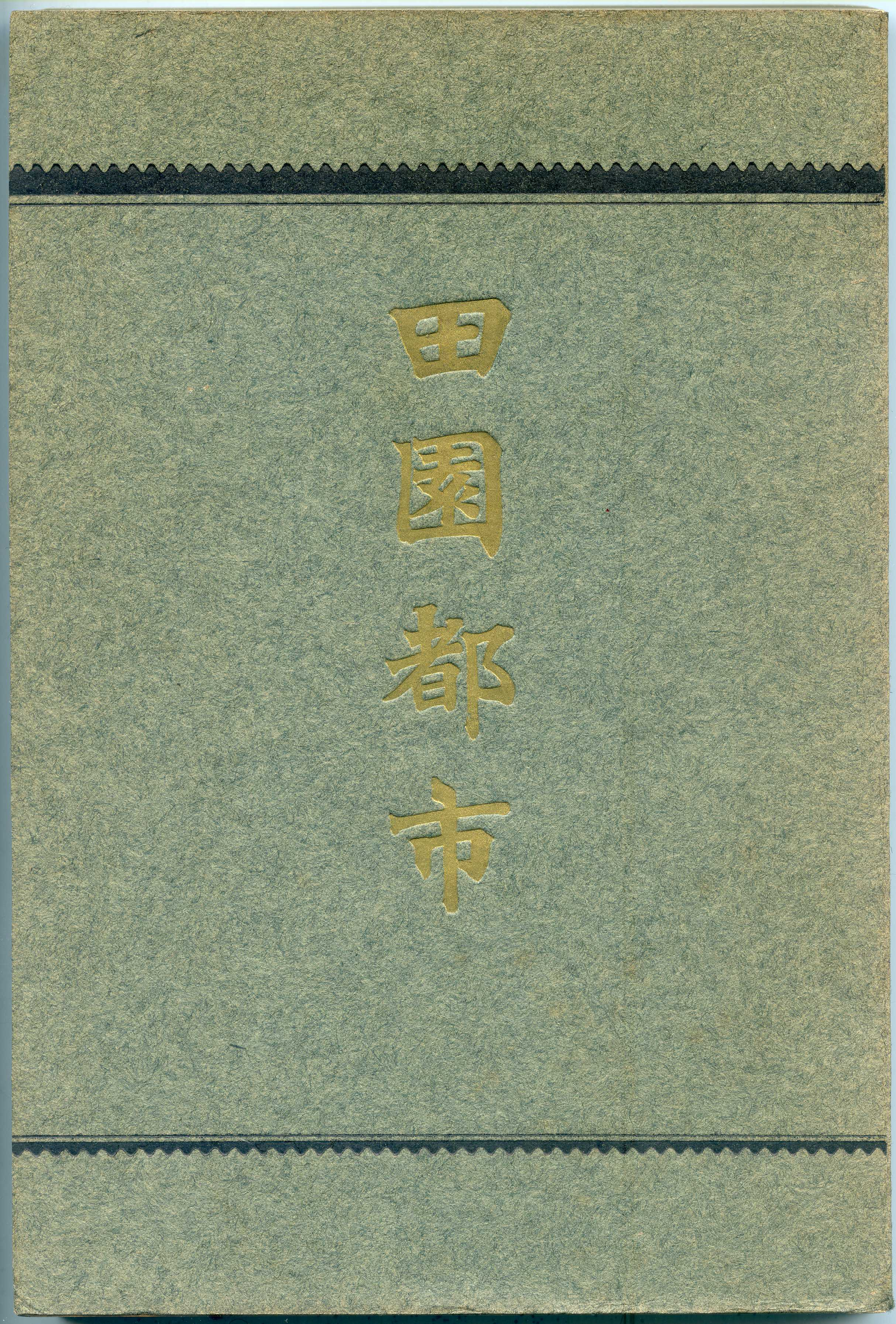
内務省地方局有志編(1907)『田園都市』（初版）の表紙
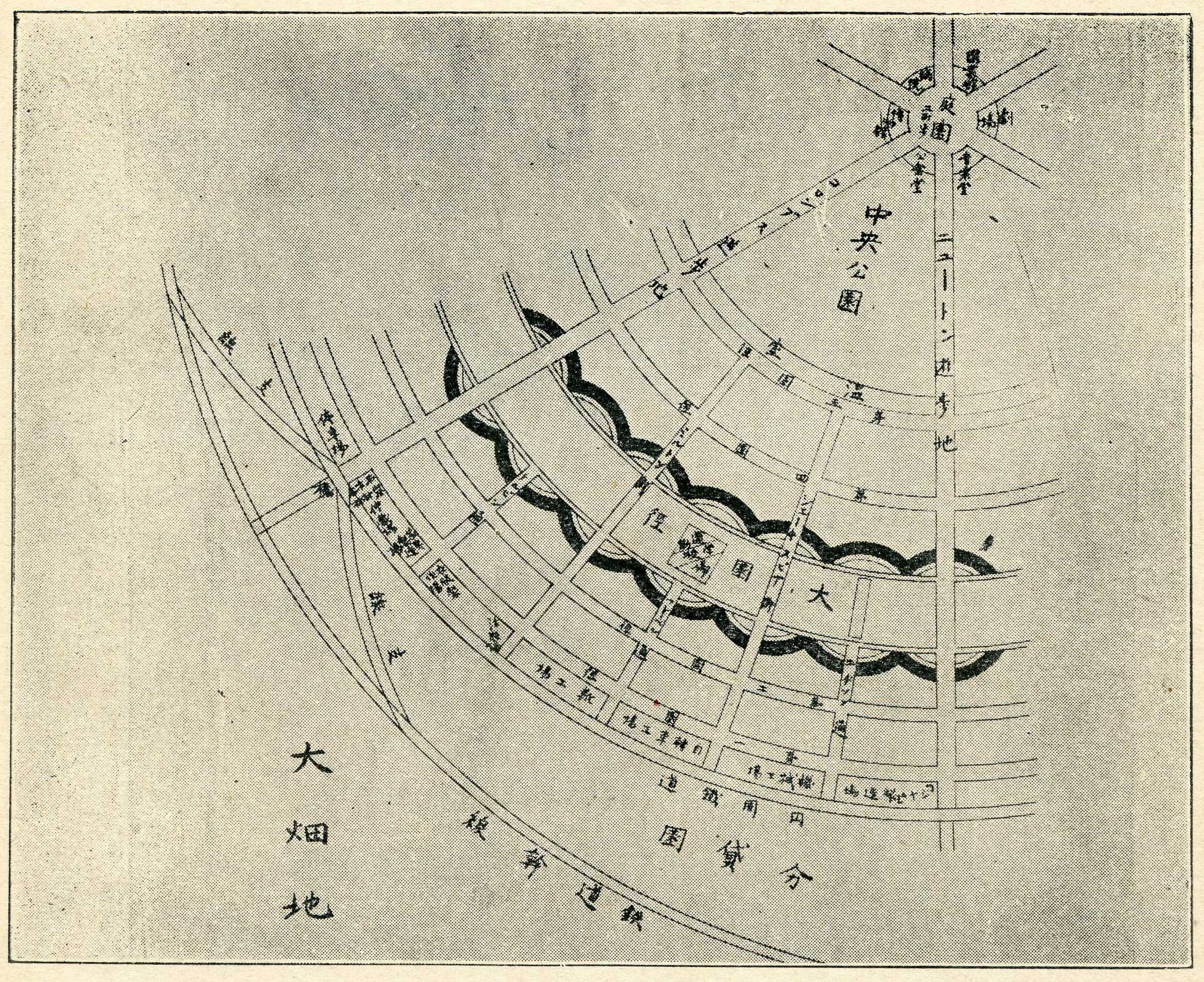
内務省地方局有志編(1907)『田園都市』（初版）
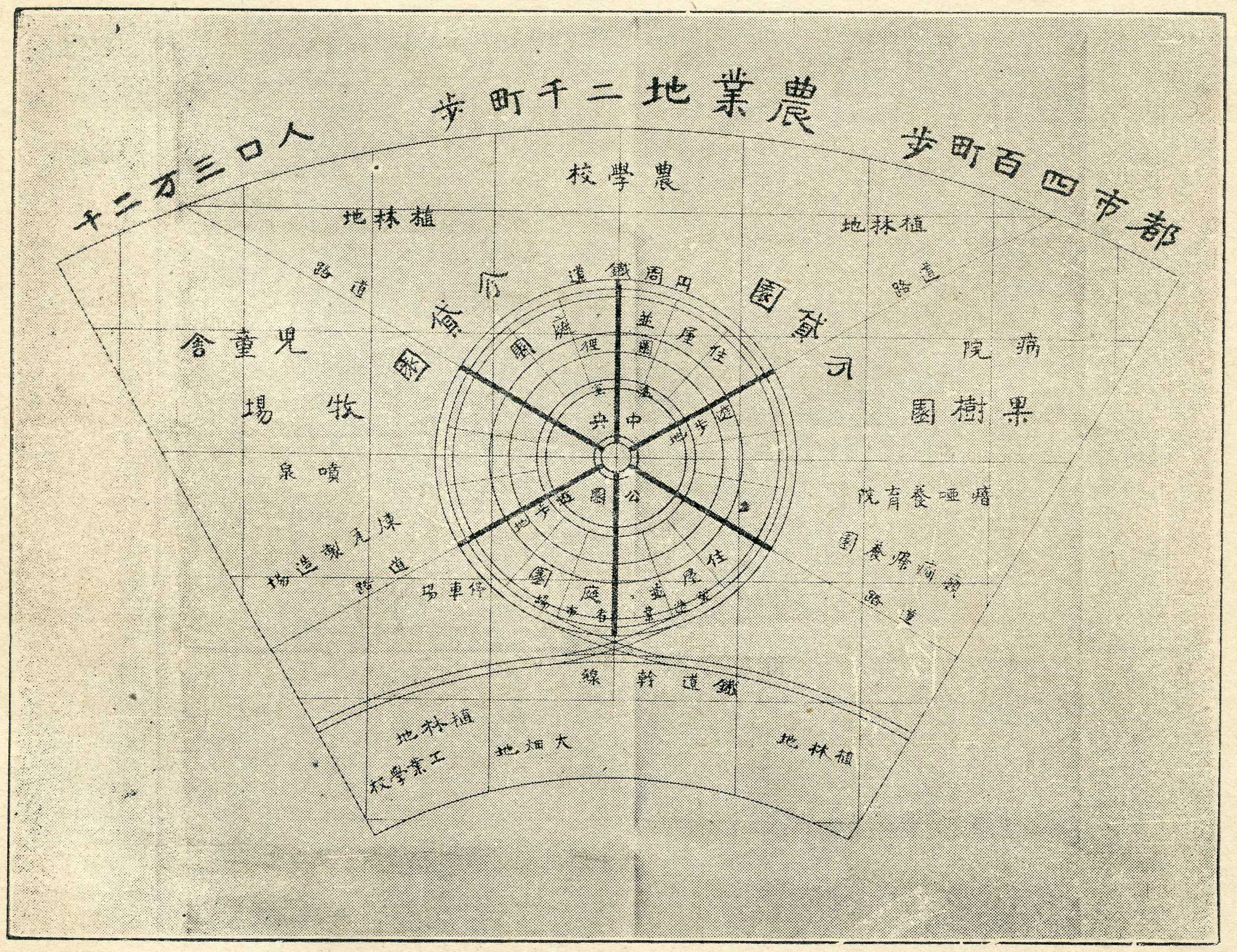
内務省地方局有志編(1907)『田園都市』（初版）
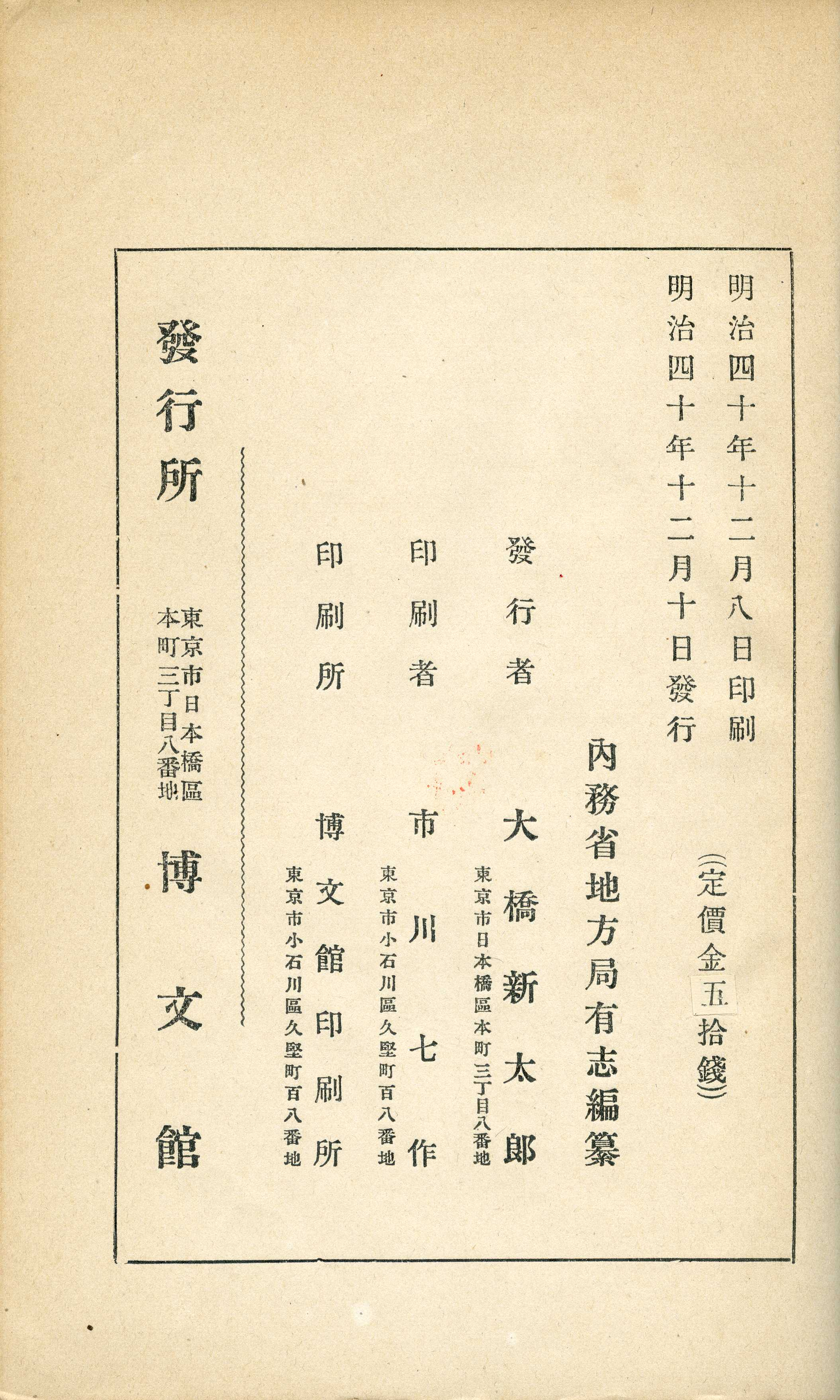
内務省地方局有志編(1907)『田園都市』（初版）